# Großsteingrab Geel Skov 2
Das Großsteingrab Geel Skov 2 ist eine megalithische Grabanlage der jungsteinzeitlichen Nordgruppe der Trichterbecherkultur im Kirchspiel Søllerød in der dänischen Kommune Rudersdal.

## Lage
Das Grab liegt südlich von Holte im Süden des Waldgebiets Geel Skov, direkt östlich des Kongevejen. In der näheren Umgebung gibt es mehrere weitere megalithische Grabanlagen.

## Forschungsgeschichte
Im Jahr 1938 führten Mitarbeiter des Dänischen Nationalmuseums eine Dokumentation der Fundstelle durch. Eine weitere Dokumentation erfolgte 1982 durch Mitarbeiter der Altertümerverwaltung.

## Beschreibung
Die Anlage besitzt eine runde Hügelschüttung mit einem Durchmesser von etwa 12 m. Von einer möglichen steinernen Umfassung sind keine Reste erkennbar. Auf dem Hügel wurden Reste einer Verfüllung aus verbranntem Feuerstein festgestellt. Von der Grabkammer ist nur noch ein einzelner 0,5 m hoher Stein erhalten. Maße, Orientierung und Typ der Kammer lassen sich nicht mehr bestimmen.